# Плужное земледелие
Плу́жное земледе́лие (па́хотное земледелие, па́шенное земледелие) — земледелие, основанное на использовании тягловой силы домашних животных при обработке земли различными по характеру пахотными орудиями (соха, рало, плуг и др.).

## История
Плужное земледелие представляет собой более высокую ступень развития земледелия по сравнению с ручным земледелием; исторически это синтез ручного земледелия со скотоводством. Основанные на оседлом плужном земледелии хозяйственно-культурные типы в начале XX века были широко распространены в тёплом (субтропическом), умеренном и отчасти жарком поясах Евразии, Северной Африки и Америки. Археологические, иконографические, а отчасти и письменные источники свидетельствуют, скорее всего, о том, что тягловую силу домашних животных при пахоте начали применять раньше всего (конец 4-го — начало 3-го тысячелетия до н. э.) в Месопотамии и в долине Нила (в Месопотамии плугу, по-видимому, предшествовала мотыго-лопата с каменной рабочей частью; для проведения оросительных работ её тянули два человека). Зародившись в это время на Древнем Востоке в недрах первобытного общества, хозяйственно-культурный тип оседлых пашенных земледельцев с развитой ирригацией сыграл важную роль в становлении древнейших классовых обществ и государств. В это время плуг только начал употребляться в сельском хозяйстве зоны древних государств, постепенно распространяясь в направлении с запада на восток через Переднюю и Среднюю Азию до Северной Индии и ещё дальше до Северного Китая, где в бассейне Хуанхэ он зафиксирован только в 1-м тысячелетии до н. э. Америка, Тропическая Африка и Океания не знали плужного земледелия вплоть до начала европейской колонизации.